# 栄喜
栄喜（ヒデキ、本名：今村 栄喜（いまむら ひでき）、1972年1月29日 - ）は、日本のミュージシャン、男性歌手。SIAM SHADEのボーカリストで、現在はソロ活動中。東京都・世田谷区出身。身長184cm、体重72kg。血液型はO型。独身。
所属事務所、レーベルは「UNCOMPROMISING ELEMENTS」（以前の所属事務所は、アミューズ）。

## 概要

### 経歴
- 2002年3月10日SIAM SHADE解散。メンバーの中ではイチ早くソロ活動を開始、
  - 9月10日にミニアルバム『Punk Drunker』でデビュー。
- 2003年 バンドACID結成。
- 2004年 新生ACID誕生。
- 2005年8月3日シングル「時が終わるまでただ…」をリリースして、ソロ活動再開。
  - 同年 9月7日にミニアルバム『時が終わるまでただ…START』をリリース。11月26日に自身のブログにて引退を表記、6日後の12月1日に撤回する。その後、毎月第3水曜日に『月刊HIDEKI』と題し、毎号コミック付（SIAM SHADE解散後からACID結成、再びソロに至るまでをコミック化したもの）という、世界初の企画CDをリリース。しかし、残り3枚のリリース予定を残しながら、8月号を最後に休刊した。
- 2007年 バンドDETROX結成。同時に、レーベル「UNCOMPROMISING ELEMENTS」を設立。
- 2012年4月18日にDETROXが無期限活動休止を発表し、その後ソロ活動を再々開。公式サイトを新たにOPENし、
  - 11月28日に約6年ぶりのソロシングル「栄喜e.p.」をリリース。2013年1月30日にソロ初のフルアルバム『栄喜I 〜encouraged〜』をリリース、現在まで活動中。

### 人物
- 世田谷区立上祖師谷中学校、世田谷学園高等学校出身。
- ベーシストのNATCHIN、ギタリストのDAITAとは中学の時から同級生であり、当時からパンク・ロックやハードロックの影響を受ける。ハイトーンボイスが彼の最大の特長である。
- SIAM SHADEとしてのデビュー当時はCHACK（チャック）として、SIAM SHADE活動中にCHACK→HIDEKI→栄喜へと改名、解散後は未来（HIDEKI）として活動していたが、DETROX結成を機に再び栄喜を名乗るようになった。CHACK→HIDEKI→栄喜→未来→栄喜と改名が非常に多いが、CHACKを除きすべて読みは「ヒデキ」と共通している。
- インディーズ時代から助けてもらった先輩バンドのLUNA SEAのボーカリスト・RYUICHIこと河村隆一をリスペクトしており河村のソロライブにゲストで登場していたり、歌唱法にも影響している。
- NATCHINと共にGrace ModE（LUNA SEAのSUGIZOと真矢が過去に在籍していたバンドPINOCCHIOの元ボーカリストtezyaが在籍。）のローディーをやっていたことがある。
- 左の二の腕に亡くなった愛犬チワワのタトゥーを入れている。右腕には忘れないように「努力」「根性」「気合」「信念」のタトゥーを入れている。
- 作られた歯が馴染まず思い通り唄えなくなったので、歯科技工士が信じられず、自ら釜を買い、自分の歯を製作してつけている。
- フジテレビ「アウト×デラックス」に出演した際、あまりにも異質の変わり者過ぎて、MCの矢部浩之とマツコ・デラックスにパネラー集団入りをしないかと尋ねられるが、「興味ないですねぇ」と即断る。

## ディスコグラフィー

### シングル
|      | 発売日         | タイトル                                 | 規格品番  |
| ---- | -------------- | ---------------------------------------- | --------- |
| 1st  | 2005年8月3日   | 時が終わるまでただ…                      | MTCH-1155 |
| 2nd  | 2005年12月21日 | 月刊HIDEKI 創刊号 Glorious               | JROCK-010 |
| 3rd  | 2006年1月18日  | 月刊HIDEKI 1月号 OLIVIA                  | JROCK-011 |
| 4th  | 2006年2月15日  | 月刊HIDEKI 2月号 IRRITATION              | JROCK-012 |
| 5th  | 2006年3月15日  | 月刊HIDEKI 3月号 この時世                | JROCK-013 |
| 6th  | 2006年4月19日  | 月刊HIDEKI 4月号 We can be               | JROCK-014 |
| 7th  | 2006年5月17日  | 月刊HIDEKI 5月号 You're everything to me | JROCK-015 |
| 8th  | 2006年6月21日  | 月刊HIDEKI 6月号 Oh happy day            | JROCK-016 |
| 9th  | 2006年7月19日  | 月刊HIDEKI 7月号 何度でも言うよ          | JROCK-017 |
| 10th | 2006年8月16日  | 月刊HIDEKI 8月号 まだ                    | JROCK-018 |
| 11th | 2012年11月28日 | 栄喜 e.p                                 | XQIY-1114 |
| 12th | 2018年10月6日  | Dying to live                            | ORE-0003  |

### アルバム
|              | 発売日         | タイトル                                   | 規格品番   |
| ------------ | -------------- | ------------------------------------------ | ---------- |
| 1st          | 2002年9月10日  | Punk Drunker                               | J-ROCK-001 |
| 2nd          | 2003年4月23日  | Punk Drunker II 〜生きてるまま〜           | J-ROCK-002 |
| 3rd          | 2005年9月7日   | 時が終わるまでただ…START                   | MTCH-1158  |
| 4th（BEST）  | 2007年11月14日 | 未来盤〜EX.SIAM SHADE HIDEKI’S SOLO BEST〜 | JROCK-025  |
| 5th          | 2013年1月30日  | 栄喜I 〜encouraged〜                       | XQIY-1115  |
| 6th（BEST）  | 2013年7月17日  | 栄喜Zero 〜Returning〜                     | XQIY-1116  |
| 7th          | 2014年1月29日  | 栄喜Ⅱ 〜Fight or Flight〜                  | XQIY-91107 |
| 8th          | 2016年4月16日  | 栄喜Ⅲ 〜NO FATE〜                          | ORE-0001   |
| 9th          | 2016年10月10日 | 栄喜Ⅳ                                      | ORE-0002   |
| 10th         | 2020年11月30日 | 栄喜V                                      | ORE-0004   |
| 11th         | 2021年5月15日  | 栄喜VI                                     | ORE-0005   |
| 配信（BEST） | 2021年12月15日 | III・IV・V・VI SELECT                      |            |
| 12th         | 2022年5月1日   | 栄喜VII                                    | ORE-0007   |
| 13th         | 2023年8月25日  | 栄喜VIII                                   | ORE-0008   |

### DVD
|     | 発売日       | タイトル            | 規格品番   |
| --- | ------------ | ------------------- | ---------- |
| 1st | 2013年3月3日 | 栄喜LIVE I〜Start〜 | SLRL-20005 |

## 書籍
- LOVE&PEACE（2001年9月1日、音楽専科社） ISBN 9784872790801
- 栄喜 Love&Peace 完全版-complete-（2014年、音楽専科社） 完全受注生産

## 楽曲提供
- TOKIO「Crazy Chase」作詞・作曲（1998年4月1日、アルバム『Graffiti』収録）
歌詞カードに於けるクレジット表記は「HIDEKI」名義になっている。

- SHOGO(175R)「道標」作曲（2016年2月10日、配信限定シングル）
- M.A.Y
- HAKUEI
- 上木彩矢